# Лоллія Сатурніна
Лоллія Сатурніна (*Lollia Saturnina, прибл. 10 —після 41) — римська матрона часів ранньої Римської імперії.

## Життєпис
Походила з роду Лолліїв. Донька Марка Лоллія Молодшого та Волузіі, онука Марка Лоллія, консула 21 року до н. е., сестра Лоллії Пауліни. Була дружиною Децима Валерія Азіатіка, консула-суфекта 35 року і консула 46 року. Їх сином був Децим Валерій Азіатік, пропретор Белгіки в 69 році.
У 39 році імператор Калігула після розлучення з її молодшою сестрою,зробив Лоллію своєю коханкою, а потім почав привселюдно обговорювати цей інтимний зв'язок у присутності її чоловіка. Через нанесену образу Азіатік зненавидів Калігулу, в подальшому допомагаючи вбити останнього. Після 41 року про життя Лоллії Сатурніни немає відомостей.